# Teratura yunnanea
Teratura yunnanea is een rechtvleugelig insect uit de familie sabelsprinkhanen (Tettigoniidae). De wetenschappelijke naam van deze soort is voor het eerst geldig gepubliceerd in 1957 door Bey-Bienko.